# 東白川郡
- 令制国一覧 > 東山道 > 陸奥国 > 高野郡
- 令制国一覧 > 東山道 > 陸奥国・磐城国 > 白川郡
- 日本 > 東北地方 > 福島県 > 東白川郡

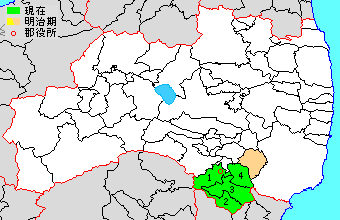
福島県東白川郡の範囲（1.棚倉町 2.矢祭町 3.塙町 4.鮫川村 薄黄：後に他郡に編入された区域）

東白川郡（ひがししらかわぐん）は、福島県の郡。本項では1878年（明治11年）までの名称である白川郡（しらかわぐん）およびその前身的な存在である高野郡（たかのぐん）についても述べる。
人口27,528人、面積620.95km²、人口密度44.3人/km²。（2025年2月1日、推計人口）
以下の3町1村を含む。
- 棚倉町（たなぐらまち）
- 矢祭町（やまつりまち）
- 塙町（はなわまち）
- 鮫川村（さめがわむら）

## 郡域
1878年（明治12年）に行政区画として発足した当時の郡域は、上記3町1村に石川郡古殿町を加えた地域にあたる。

## 歴史
東白川郡の旧称である白川郡は、元は白河郡の一部であったが、10世紀に表された『和名抄』の注記に「入野・常世・高野・依上の4郷は別に高野郡を編成して、白河郡から分離する」とあり、和名抄が成立する10世紀半ばまでに南東部が高野郡として分立していた。室町時代に入ると北郷と南郷に分かれて呼称され、戦国時代には高野郡全体がもっぱら南郷と呼ばれるようになった。この時代には白河結城氏が高野郡（南郷）を支配していたが、後に佐竹氏が進出して高野郡を支配する。特に依上郷は豊臣政権によって佐竹氏の支配を認められると、そのまま常陸国久慈郡に編入されて近代以降は茨城県に属した。江戸時代に入っても高野郡の呼称は残っていたが、寛文年間に白河郡に吸収される。その後、元禄年間に両郡は再度分離されるが、旧高野郡の地域は白川郡と改称した。ただし、「白河」と「白川」と同音異字に過ぎず、江戸時代以前においても白河郡を白川郡と記した文書が残されるなど紛らわしいものであった。

### 近代以降の沿革
- 「旧高旧領取調帳」に記載されている明治初年時点での支配は以下の通り。（97村）

| 知行         | 知行             | 村数 | 村名 |
| ------------ | ---------------- | ---- | --- |
| 幕府領       | 幕府領           | 31村 | 岡田村、山田村、鎌田村、田口村、竹貫村、富田村、下中塚村、下渋井村、塙村、板庭村、竹之内村、台宿村、伊香村、植田村、真名畑村、茗荷村、大垬村、上関河内村、下関河内村、宝坂村、東舘村、金沢村、戸塚村、下石井村、中石井村、上石井村、高野村、山下村、小田川村、内川村、関岡村 |
| 藩領         | 陸奥棚倉藩       | 60村 | 堤村、金沢内村、逆川村、天王内村、小菅生村、一色村、玉野村、福井村、上台村、板橋村、仁公儀村、花園村、檜木村、伊野上村、伊野下村、流村、関口村、寺山村、八槻村、下山本村、塚原村、中山本村、北山本村、上手沢村、下手沢村、戸中村、漆草村、大梅村、強梨村、山際村、福岡村、富岡村、祝部内村、小爪村、瀬ヶ野村、赤坂中野村、赤坂西野村、上松川村、下松川村、大久田村、堀越村、西河内村、東河内村、渡瀬村、常世北野村、常世中野村、田野作村、上中塚村、田代村、上渋井村、川上村、片貝村、湯船村、山形村、大畑村、前田村、木野反村、湯岐村、大蕨村、那倉村 |
| 藩領         | 下総小見川藩     | 5村  | 西山村、仙石村、石井草村、山上村、論田村 |
| 幕府領・藩領 | 幕府領・小見川藩 | 1村  | 赤坂東野村 |

- 慶応2年6月19日（1866年7月30日） - 棚倉藩が武蔵川越藩に転封。陸奥白河藩が棚倉藩に転封。
- 慶応4年2月1日（1868年2月23日） - 棚倉藩が白河藩に転封（実行されず）。
- 明治元年
  - 12月7日（1869年1月19日）
    - 陸奥国が分割され、本郡は磐城国の所属となる。
    - 棚倉藩領が磐城守山藩取締地となる。

  - 12月24日（1869年2月5日） - 白河藩が棚倉藩に転封（現状に即した形となる）。
- 明治2年8月7日（1869年9月12日） - 守山藩の管轄が終了。このころ棚倉藩の減封にともなう領地替えのため、幕府領および小見川藩領の一部（山上村の一部）が棚倉藩領となる。
- 明治4年
  - 7月14日（1871年8月29日） - 廃藩置県により藩領が棚倉県・小見川県となる。
  - 11月2日（1871年12月13日） - 第1次府県統合により平県の管轄となる。
  - 11月29日（1872年1月9日） - 平県が磐前県に改称。
- 明治6年（1873年）（93村）
  - 下中塚村・上中塚村が合併して中塚村となる。
  - 湯船村・大畑村・前田村が山形村に合併。
- 明治9年（1876年）8月21日 - 第2次府県統合により福島県の管轄となる。
- 明治12年（1879年）1月27日 - 郡区町村編制法の福島県での施行により、白川郡の区域をもって行政区画としての東白川郡が発足。郡役所を棚倉に設置。（93村）
- 明治18年（1885年） - 伊野上村・伊野下村が合併して棚倉町となる。（92村）

### 町村制以降の沿革

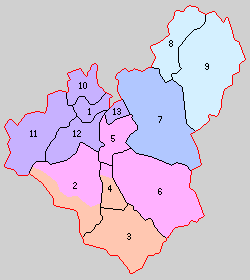
1.棚倉町 2.高城村 3.豊里村 4.石井村 5.常豊村 6.笹原村 7.鮫川村 8.竹貫村 9.宮本村 10.社川村 11.高野村 12.近津村 13.山岡村（紫：棚倉町 橙：矢祭町 桃：塙町 水色：石川郡古殿町 青：合併なし）

- 明治22年（1889年）4月1日 - 町村制の施行により以下の町村が発足。（1町12村）
  - 棚倉町（単独町制。現・棚倉町）
  - 高城村 ← 台宿村、伊香村、植田村、真名畑村（現・塙町）、茗荷村、内川村、関岡村（現・矢祭町）
  - 豊里村 ← 金沢村、東舘村、宝坂村、小田川村、下関河内村、上関河内村、大垬村（おおぬかりむら）、高野村、山下村（現・矢祭町）
  - 石井村 ← 上石井村（現・塙町）、中石井村、下石井村、戸塚村（現・矢祭町）
  - 常豊村 ← 塙村、下渋井村、上渋井村、堀越村、東河内村、西河内村、常世北野村、常世中野村、竹之内村（現・塙町）
  - 笹原村 ← 川上村、板庭村、中塚村、田野作村、田代村、山形村、大蕨村、那倉村、片貝村、湯岐村、木野反村（現・塙町）
  - 鮫川村 ← 赤坂西野村、西山村、赤坂中野村、赤坂東野村、石井草村、富田村、渡瀬村（現存）
  - 竹貫村 ← 仙石村、鎌田村、田口村、竹貫村（現・石川郡古殿町）
  - 宮本村 ← 上松川村、下松川村、大久田村、山上村、論田村（現・石川郡古殿町）
  - 社川村 ← 上台村、板橋村、玉野村、一色村、福井村、堤村、逆川村、天王内村、金沢内村、小菅生村、檜木村、花園村、仁公儀村（現・棚倉町）
  - 高野村 ← 瀬ヶ野村、小爪村、祝部内村、富岡村、山際村、福岡村、強梨村、大梅村、漆草村、戸中村（現・棚倉町）
  - 近津村 ← 寺山村、八槻村、流村、下山本村、中山本村、北山本村、上手沢村、下手沢村、塚原村、関口村（現・棚倉町）
  - 山岡村 ← 山田村、岡田村（現・棚倉町）
- 明治30年（1897年）10月1日 - 郡制を施行。
- 明治43年（1910年）4月1日 - 社川村の一部（大字仁公儀・花園・檜木）を棚倉町に編入。
- 大正12年（1923年）4月1日 - 郡会が廃止。郡役所は存続。
- 大正15年（1926年）7月1日 - 郡役所が廃止。以降は地域区分名称となる。
- 昭和23年（1948年）11月3日 - 常豊村が町制施行・改称して塙町となる。（2町11村）
- 昭和30年（1955年）
  - 1月1日 - 棚倉町・社川村・近津村・高野村・山岡村が合併し、改めて棚倉町が発足。（2町7村）
  - 3月10日 - 塙町と笹原村が合併して塙笹原町が発足。（2町6村）
  - 3月31日
    - 塙笹原町・石井村および高城村の一部（大字台宿・伊香・植田・真名畑）が合併し、改めて塙町が発足。（2町5村）
    - 豊里村および高城村の一部（大字茗荷・内川・関岡）が合併して矢祭村が発足。（2町4村）
    - 竹貫村・宮本村が合併して古殿村が発足。（2町3村）
- 昭和32年（1957年）
  - 1月10日 - 塙町の一部（大字中石井・下石井・戸塚）を矢祭村に編入。
  - 4月1日 - 古殿村が町制施行して古殿町となる。（3町2村）
- 昭和38年（1963年）1月1日 - 矢祭村が町制施行して矢祭町となる。（4町1村）
- 平成6年（1994年）4月1日 - 古殿町の所属郡が石川郡に変更され、郡より離脱。（3町1村）

### 変遷表
| 明治22年以前 | 明治22年4月1日 | 明治22年 - 昭和19年 | 昭和20年 - 昭和29年           | 昭和30年 - 昭和64年      | 昭和30年 - 昭和64年    | 昭和30年 - 昭和64年   | 平成1年 - 現在       | 現在          |
| ------------ | -------------- | ------------------- | ----------------------------- | ------------------------ | ---------------------- | --------------------- | -------------------- | ------------- |
|              | 竹貫村         | 竹貫村              | 竹貫村                        | 昭和30年3月31日 古殿村   | 昭和30年3月31日 古殿村 | 昭和32年4月1日 町制   | 平成6年4月1日 石川郡 | 石川郡 古殿町 |
|              | 宮本村         | 宮本村              | 宮本村                        | 昭和30年3月31日 古殿村   | 昭和30年3月31日 古殿村 | 昭和32年4月1日 町制   | 平成6年4月1日 石川郡 | 石川郡 古殿町 |
|              | 鮫川村         | 鮫川村              | 鮫川村                        | 鮫川村                   | 鮫川村                 | 鮫川村                | 鮫川村               | 鮫川村        |
|              | 棚倉町         | 棚倉町              | 棚倉町                        | 昭和30年1月1日 棚倉町    | 昭和30年1月1日 棚倉町  | 昭和30年1月1日 棚倉町 | 棚倉町               | 棚倉町        |
|              | 社川村         | 社川村              | 社川村                        | 昭和30年1月1日 棚倉町    | 昭和30年1月1日 棚倉町  | 昭和30年1月1日 棚倉町 | 棚倉町               | 棚倉町        |
|              | 近津村         | 近津村              | 近津村                        | 昭和30年1月1日 棚倉町    | 昭和30年1月1日 棚倉町  | 昭和30年1月1日 棚倉町 | 棚倉町               | 棚倉町        |
|              | 高野村         | 高野村              | 高野村                        | 昭和30年1月1日 棚倉町    | 昭和30年1月1日 棚倉町  | 昭和30年1月1日 棚倉町 | 棚倉町               | 棚倉町        |
|              | 山岡村         | 山岡村              | 山岡村                        | 昭和30年1月1日 棚倉町    | 昭和30年1月1日 棚倉町  | 昭和30年1月1日 棚倉町 | 棚倉町               | 棚倉町        |
|              | 常豊村         | 常豊村              | 昭和23年11月3日 町制改称 塙町 | 昭和30年3月10日 塙笹原町 | 昭和30年3月31日 塙町   | 塙町                  | 塙町                 | 塙町          |
|              | 笹原村         | 笹原村              | 笹原村                        | 昭和30年3月10日 塙笹原町 | 昭和30年3月31日 塙町   | 塙町                  | 塙町                 | 塙町          |
|              | 石井村         | 石井村              | 石井村                        | 石井村                   | 昭和30年3月31日 塙町   | 塙町                  | 塙町                 | 塙町          |
|              | 高城村         | 高城村              | 高城村                        | 高城村                   | 昭和30年3月31日 塙町   | 塙町                  | 塙町                 | 塙町          |
|              | 高城村         | 高城村              | 高城村                        | 高城村                   | 昭和30年3月31日 矢祭村 | 昭和38年1月1日 町制   | 矢祭町               | 矢祭町        |
|              | 豊里村         | 豊里村              | 豊里村                        | 豊里村                   | 昭和30年3月31日 矢祭村 | 昭和38年1月1日 町制   | 矢祭町               | 矢祭町        |

## 行政
歴代郡長
| 代 | 氏名 | 就任年月日                | 退任年月日                | 備考                   |
| -- | ---- | ------------------------- | ------------------------- | ---------------------- |
| 1  |      | 明治12年（1879年）1月27日 |                           |                        |
|    |      |                           | 大正15年（1926年）6月30日 | 郡役所廃止により、廃官 |